# Hobart International
Hobart International je profesionální tenisový turnaj žen pořádaný v Hobartu, hlavním městě australského spolkového státu Tasmánie. Založen byl v roce 1994. Turnaj se koná během lednové australské letní sezóny jako příprava na úvodní grandslam sezóny Australian Open. V rámci okruhu WTA Tour patří od sezóny 2021 do kategorie WTA 250, která nahradila kategorii International. 

## Historie
Hobart International se koná v areálu Hobart International Tennis Centre, v němž jsou otevřené dvorce s tvrdým povrchem. Původně se odehrával na povrchu Rebound Ace. Při výměně podkladu na Australian Open v roce 2008 změnily povrch také přípravné turnaje na úvodní grandslam sezóny. V areálu tak byl položen umělý povrch Plexicushion, než jej v roce 2020 nahradil GreenSet. Hlavním sponzorem byla do roku 2013 společnost Moorilla Wines. V minulosti událost vlastněna bankovní skupinou Australia and New Zealand Banking Group (ANZ), což také odrážel název turnaje.
Do soutěže dvouhry nastupuje třicet dva hráček a čtyřhry se účastní šestnáct párů. Do singlové soutěže turnaje zasáhly bývalé světové jedničky Kim Clijstersová, Justine Heninová, Serena Williamsová a Viktoria Azarenková. Dále se jej zúčastnily hráčky z první světové desítky, včetně Australanek Jeleny Dokićové, Samanthy Stosurové, Alicie Molikové, Italky Flavie Pennettaové, nebo Rusky Věry Zvonarevové. V roce 2018 se 22letá Belgičanka Elise Mertensová stala první tenistkou, která dokázala vyhrát soutěž dvouhry podruhé a zároveň titul obhájit.
Ročníky 2021 a 2022 se neodehrály kvůli pandemii covidu-19.

## Vývoj názvu
- 1962, 1970: Tasmanian Championships
- 1994: Tasmanian International
- 1995–1996: Schweppes Tasmanian International
- 1997–2002: ANZ Tasmanian International
- 2003–2013: Moorilla International
- 2014–       : Hobart International

## Přehled finále

### Dvouhra
| Rok  | vítězka                         | finalistka                      | výsledek                        |
| ---- | ------------------------------- | ------------------------------- | ------------------------------- |
| 2025 | McCartney Kesslerová            | Elise Mertensová                | 6–4, 3–6, 6–0                   |
| 2024 | Emma Navarrová                  | Elise Mertensová                | 6–1, 4–6, 7–5                   |
| 2023 | Lauren Davisová                 | Elisabetta Cocciarettová        | 7–6(7–0), 6–2                   |
| 2022 | zrušeno pro pandemii koronaviru | zrušeno pro pandemii koronaviru | zrušeno pro pandemii koronaviru |
| 2021 | zrušeno pro pandemii koronaviru | zrušeno pro pandemii koronaviru | zrušeno pro pandemii koronaviru |
| 2020 | Jelena Rybakinová               | Čang Šuaj                       | 7–6(9–7), 6–3                   |
| 2019 | Sofia Keninová                  | Anna Karolína Schmiedlová       | 6–3, 6–0                        |
| 2018 | Elise Mertensová                | Mihaela Buzărnescuová           | 6–1, 4–6, 6–3                   |
| 2017 | Elise Mertensová                | Monica Niculescuová             | 6–3, 6–1                        |
| 2016 | Alizé Cornetová                 | Eugenie Bouchardová             | 6–1, 6–2                        |
| 2015 | Heather Watsonová               | Madison Brengleová              | 6–3, 6–4                        |
| 2014 | Garbiñe Muguruzaová             | Klára Zakopalová                | 6–4, 6–0                        |
| 2013 | Jelena Vesninová                | Mona Barthelová                 | 6–3, 6–4                        |
| 2012 | Mona Barthelová                 | Yanina Wickmayerová             | 6–1, 6–2                        |
| 2011 | Jarmila Grothová                | Bethanie Matteková-Sandsová     | 6–4, 6–3                        |
| 2010 | Aljona Bondarenková             | Šachar Pe'erová                 | 6–2, 6–4                        |
| 2009 | Petra Kvitová                   | Iveta Benešová                  | 7–5, 6–1                        |
| 2008 | Eleni Daniilidou                | Věra Zvonarevová                | bez boje                        |
| 2007 | Anna Čakvetadzeová              | Vasilisa Bardinová              | 6–3, 7–6(7–3)                   |
| 2006 | Michaëlla Krajiceková           | Iveta Benešová                  | 6–2, 6–1                        |
| 2005 | Čeng Ťie                        | Gisela Dulková                  | 6–2, 6–0                        |
| 2004 | Amy Frazierová                  | Šinobu Asagoeová                | 6–3, 6–3                        |
| 2003 | Alicia Moliková                 | Amy Frazierová                  | 6–2, 4–6, 6–4                   |
| 2002 | Martina Suchá                   | Anabel M. Garriguesová          | 7–6(9–7), 6–1                   |
| 2001 | Rita Grandeová                  | Jennifer Hopkinsová             | 0–6, 6–3, 6–3                   |
| 2000 | Kim Clijstersová                | Chanda Rubinová                 | 2–6, 6–2, 6–2                   |
| 1999 | Chanda Rubinová                 | Rita Grandeová                  | 6–2, 6–3                        |
| 1998 | Patty Schnyderová               | Dominique Van Roostová          | 6–3, 6–2                        |
| 1997 | Dominique Van Roostová          | Marianne W. Witmeyerová         | 6–3, 6–3                        |
| 1996 | Julie Halardová                 | Mana Endóová                    | 6–1, 6–2                        |
| 1995 | Leila Meschiová                 | Fang Li                         | 6–2, 6–3                        |
| 1994 | Mana Endóová                    | Rachel McQuillanová             | 6–1, 6–7(1–7), 6–4              |

### Čtyřhra
| Rok  | vítězky                                              | finalistky                                           | výsledek                        |
| ---- | ---------------------------------------------------- | ---------------------------------------------------- | ------------------------------- |
| 2024 | Čan Chao-čching (2) Giuliana Olmosová                | Kuo Chan-jü Ťiang Sin-jü                             | 6–3, 6–3                        |
| 2023 | Kirsten Flipkensová Laura Siegemundová               | Viktorija Golubicová Panna Udvardyová                | 6–4, 7–5                        |
| 2022 | zrušeno pro pandemii koronaviru                      | zrušeno pro pandemii koronaviru                      | zrušeno pro pandemii koronaviru |
| 2021 | zrušeno pro pandemii koronaviru                      | zrušeno pro pandemii koronaviru                      | zrušeno pro pandemii koronaviru |
| 2020 | Nadija Kičenoková Sania Mirzaová                     | Pcheng Šuaj Čang Šuaj                                | 6–4, 6–4                        |
| 2019 | Čan Chao-čching Latisha Chan                         | Kirsten Flipkensová Johanna Larssonová               | 6–3, 3–6, [10–6]                |
| 2018 | Elise Mertensová Demi Schuursová                     | Ljudmyla Kičenoková Makoto Ninomijová                | 6–2, 6–2                        |
| 2017 | Ioana Raluca Olaruová Olga Savčuková                 | Gabriela Dabrowská Jang Čao-süan                     | 0–6, 6–4, [10–5]                |
| 2016 | Chan Sin-jün Christina McHaleová                     | Kimberly Birrellová Jarmila Wolfeová                 | 6–3, 6–0                        |
| 2015 | Kiki Bertensová Johanna Larssonová                   | Vitalija Ďjačenková Monica Niculescuová              | 7–5, 6–3                        |
| 2014 | Monica Niculescuová Klára Zakopalová                 | Lisa Raymondová Čang Šuaj                            | 6–2, 6–7(5–7), [10–8]           |
| 2013 | Garbiñe Muguruzaová María Teresa Torró Flor          | Tímea Babosová Mandy Minellaová                      | 6–3, 7–6(7–5)                   |
| 2012 | Irina-Camelia Beguová Monica Niculescuová            | Čuang Ťia-žung Marina Erakovicová                    | 6–7(4–7), 7–6(7–4), [10–5]      |
| 2011 | Sara Erraniová Roberta Vinciová                      | Kateryna Bondarenková Līga Dekmeijereová             | 6–3, 7–5                        |
| 2010 | Čuang Ťia-žung Květa Peschkeová                      | Čan Jung-žan Monica Niculescuová                     | 3–6, 6–3, 10–7                  |
| 2009 | Gisela Dulková Flavia Pennettaová                    | Aljona Bondarenková Kateryna Bondarenková            | 6–2, 7–6(7–4)                   |
| 2008 | Anabel Medina Garriguesová Virginia Ruano Pascualová | Eleni Daniilidou Jasmin Wöhrová                      | 6–2, 6–4                        |
| 2007 | Jelena Lichovcevová Jelena Vesninová                 | Anabel Medina Garriguesová Virginia Ruano Pascualová | 2–6, 6–1, 6–2                   |
| 2006 | Émilie Loitová Nicole Prattová                       | Jill Craybasová Jelena Kostaničová                   | 6–2, 6–1                        |
| 2005 | Jen C’ Čeng Ťie                                      | Anabel Madina Garriguesová Dinara Safinová           | 6–4, 7–5                        |
| 2004 | Šinobu Asagoeová Seiko Okamotová                     | Els Callensová Barbara Schettová                     | 2–6, 6–4, 6–3                   |
| 2003 | Cara Blacková Jelena Lichovcevová                    | Barbara Schettová Patricia Wartuschová               | 7–5, 7–6(7–1)                   |
| 2002 | Tathiana Garbinová Rita Grandeová                    | Catherine Barclay-Reitzová Christina Wheelerová      | 6–2, 7–6(7–3)                   |
| 2001 | Cara Blacková Jelena Lichovcevová                    | Ruxandra Dragomirová Virginia R. Pascualová          | 6–4, 6–1                        |
| 2000 | Rita Grandeová Émilie Loitová                        | Kim Clijstersová Alicia Moliková                     | 6–4, 4–6, 6–4                   |
| 1999 | Mariaan De Swardtová Jelena Tatarkovová              | Alexia Dechaumeová Émilie Loitová                    | 6–1, 6–2                        |
| 1998 | Virginia R. Pascualová Paola Suárezová               | Julie Halardová Janette Husárová                     | 7–6(8–6), 6–3                   |
| 1997 | Naoko Kidžimutová Nana Mijagiová                     | Barbara Rittnerová Dominique Monamiová               | 6–3, 6–1                        |
| 1996 | Yayuk Basukiová Kjōko Nagacuková                     | Kerry-Anne Guseová Sung-Hee Park                     | 7–6(9–7), 6–3                   |
| 1995 | Kjōko Nagacuková Ai Sugijamová                       | Manon Bollegrafová Larisa Neilandová                 | 2–6, 6–4, 6–2                   |
| 1994 | Chanda Rubinová Linda Wildová                        | Jenny Byrneová Rachel McQuillanová                   | 7–5, 4–6, 7–6(7–1)              |